# Capitán América: el primer vengador
Capitán América: el primer vengador (título original en inglés: Captain America: The First Avenger) es una película de superhéroes estadounidense de 2011 basada en el personaje homónimo de Marvel Comics, producida por Marvel Studios y distribuida por Paramount Pictures. Es la quinta entrega del universo cinematográfico de Marvel. La cinta fue dirigida por Joe Johnston, con un guion de Christopher Markus y Stephen McFeely, y protagonizada por Chris Evans, Hugo Weaving, Hayley Atwell, Sebastian Stan, Dominic Cooper, Neal McDonough, Derek Luke, Kenneth Choi, Stanley Tucci, y Tommy Lee Jones. El filme transcurre en su mayor parte durante la Segunda Guerra Mundial, y cuenta la historia de Steve Rogers, un hombre enfermizo de Brooklyn que se transforma en el super soldado Capitán América para ayudar en la guerra. Rogers debe detener a Red Skull, el despiadado jefe de armamento de Adolf Hitler y el líder de una organización llamada HYDRA, que pretende usar un artefacto llamado el «Teseracto» como una fuente de energía para dominar el mundo.
Capitán América: el primer vengador inició como un concepto en 1997 y Artisan Entertainment iba a distribuirla. Sin embargo, una demanda judicial, no resuelta hasta septiembre de 2003, interrumpió el proyecto. En 2005, Marvel Studios recibió un préstamo de Merrill Lynch, y planeaba financiarla y estrenarla a través de Paramount Pictures. Los directores Jon Favreau y Louis Leterrier estaban interesados en dirigir el proyecto antes de que el estudio se acercara a Johnston en 2008. Los actores principales fueron elegidos entre marzo y junio de 2010. La producción de la cinta comenzó en junio de 2010, y el rodaje se llevó a cabo en Londres, Mánchester, Caerwent y Liverpool en el Reino Unido, y en Los Ángeles y los Estados Unidos. La película se convirtió a 3D en postproducción.
Capitán América: el primer vengador tuvo su premier en Hollywood el 3 de julio de 2011, y se estrenó en los Estados Unidos el 22 de julio de 2011. Recibió reseñas generalmente positivas de parte de la crítica y de la audiencia y recaudó más de 370 millones de dólares contra un presupuesto de 140 millones de dólares. El Blu-ray y DVD salieron a la venta el 25 de octubre de 2011. Una secuela titulada Captain America: The Winter Soldier se estrenó el 4 de abril de 2014, y una tercera película titulada Capitán América: Civil War estrenada el 6 de mayo de 2016.

## Argumento
En el presente, unos científicos de la organización llamada S.H.I.E.L.D. se encontraban en el Ártico cuando descubren los restos de un avión sepultado en el hielo, entonces ellos entran en el avión y se encuentran con un objeto circular metálico congelado de color rojo, blanco y azul con una estrella blanca en el centro, entonces el encargado de ese grupo menciona que era lo que estaban buscando.
En marzo de 1942, el oficial nazi Johann Schmidt y sus hombres entran a la ciudad de Tønsberg en una Noruega ocupada por los nazis, para robar una misteriosa reliquia llamada el Teseracto, que posee poderes incalculables. Mientras tanto, en Nueva York, Steve Rogers es rechazado por el reclutamiento militar de la Segunda Guerra Mundial debido a varios problemas de salud física. Mientras asiste a una exhibición de futuras tecnologías con su amigo el Sgto. James «Bucky» Barnes, Rogers nuevamente trata de enlistarse. Al escuchar la conversación de este con Barnes sobre su deseo de ayudar en la guerra, el Dr. Abraham Erskine le permite unirse al ejército. Rogers es reclutado para la Reserva Científica Estratégica como parte de un experimento de «súper soldado» bajo el mando del Dr. Erskine, el Coronel Chester Phillips y la agente británica Margaret "Peggy" Carter. Phillips no está convencido por las afirmaciones de Erskine sobre que Rogers sea la elección correcta para el procedimiento, pero cede después de verlo cometer un acto de valentía abnegada con una granada de mano falsa. La noche anterior al tratamiento, Erskine le revela a Rogers que Schmidt se sometió a una versión imperfecta del procedimiento y sufrió efectos secundarios permanentes.
De vuelta en Europa, Schmidt y el Dr. Arnim Zola experimentan con la energía que contiene el Teseracto y consiguen estabilizar su incalculable poder para así impulsar todos y cada uno de los inventos de Zola y crear armas de destrucción mucho más avanzadas, montando una ofensiva que cambiará todo el curso de la guerra y al mismo tiempo del mundo. Schmidt descubre la ubicación de Erskine y envía a un asesino a matarlo. En los EE. UU. este somete a Rogers al tratamiento del súper soldado, inyectándole un suero especial y dosificándolo con «vita-rayos». Después de emerger del experimento más alto y musculoso, uno de los presentes mata al Dr. Erskine, revelándose como el asesino de Schmidt, Heinz Kruger. Rogers lo persigue y captura, pero el asesino evita que lo interroguen suicidándose con una cápsula de cianuro.
Con el Dr. Erskine muerto y su fórmula de súper soldado perdida, el senador estadounidense Brandt hace que Rogers viaje por la nación en un colorido disfraz como el «Capitán América» para promover los bonos de guerra, en vez de permitir que los científicos lo estudien e intenten redescubrir la fórmula de Erskine. En 1943, mientras está de viaje en Italia actuando para soldados activos, Rogers se entera de que la unidad de Barnes ha desaparecido en acción en una batalla contra las fuerzas de Schmidt. Negándose a creer que Barnes está muerto, Rogers hace que Carter y el ingeniero Howard Stark lo lleven volando tras líneas enemigas para montar un intento de rescate individual. Rogers se infiltra en la fortaleza de la organización de Schmidt, Hydra, liberando a Barnes y otros prisioneros. Rogers confronta a Schmidt, quien se quita su máscara, revelando un rostro rojo calavérico que le valió el sobrenombre «Red Skull». Este escapa y Rogers regresa a la base con los soldados liberados.
Rogers recluta a Barnes, Timothy "Dum Dum" Dugan, Gabriel "Gabe" Jones, Jim Morita, James Montgomery Falsworth y Jacques Dernier para atacar otras bases de Hydra conocidas. Por otro lado Howard Stark provee a Rogers con un equipamiento avanzado y notando que Rogers está encariñado con su escudo, Howard diseña varios prototipos de escudos para Rogers, quien opta por un escudo circular hecho de vibranium, un raro metal casi indestructible que puede absorber las vibraciones, también le pide el diseño de su uniforme final, basado en su disfraz. Rápidamente el Capitán y su equipo comienzan a sabotear varias de las fábricas de operaciones de Hydra y empiezan a ganar ventaja en la guerra.
Durante una misión el grupo luego asalta un tren que llevaba a Zola, capturándolo con éxito, pero por desgracia Barnes se cae al vacío y lo declaran muerto en acción. Usando información extraída de Zola, se localiza la fortaleza final de Hydra y Rogers dirige un ataque para evitar que Schmidt use armas de destrucción masiva sobre los países aliados. Rogers sube a bordo de la aeronave de Red Skull justo cuando esta despegaba; durante la pelea subsecuente, el contenedor del Teseracto sufre daños y Schmidt sujeta el Teseracto con su mano, causando que se disuelva en una luz brillante. El Teseracto rápidamente se cae al suelo, atravesando el metal del avión y se cae directo al océano. Al no ver ningún modo de aterrizar el avión sin el riesgo de detonar sus armas, Rogers decide estrellarlo en el Ártico, no sin antes prometerle a Peggy una cita.
Finalizada la guerra el equipo de Rogers es visto en un bar brindando en su memoria, mientras que por otro lado Howard recupera el Teseracto del fondo del océano, pero no logra localizar a Rogers y tampoco al avión perdido, presumiéndolo muerto en acción, pero a pesar de todo Howard decide seguir buscándolo. Por otro lado Peggy y el Coronel Phillips se preparan para dejar la oficina de inteligencia, pero antes de retirarse el coronel le entrega a Peggy el expediente de Rogers para que esta jamás olvide cuánto lo amaba.
Rogers despierta en una sala de hospital, pero deduce que la habitación es falsa y huye de las instalaciones; al llegar a la calle aparece en el Times Square en el presente. Nick Fury, director de S.H.I.E.L.D., se aparece en la escena y le informa que tanto él y la organización trataban explicarle lentamente todo lo que ocurría ya que ha estado «dormido» por casi 70 años.
En una escena poscréditos, Rogers aparece golpeando un saco de boxeo y Fury se acerca, proponiéndole una misión con ramificaciones internacionales.

## Reparto

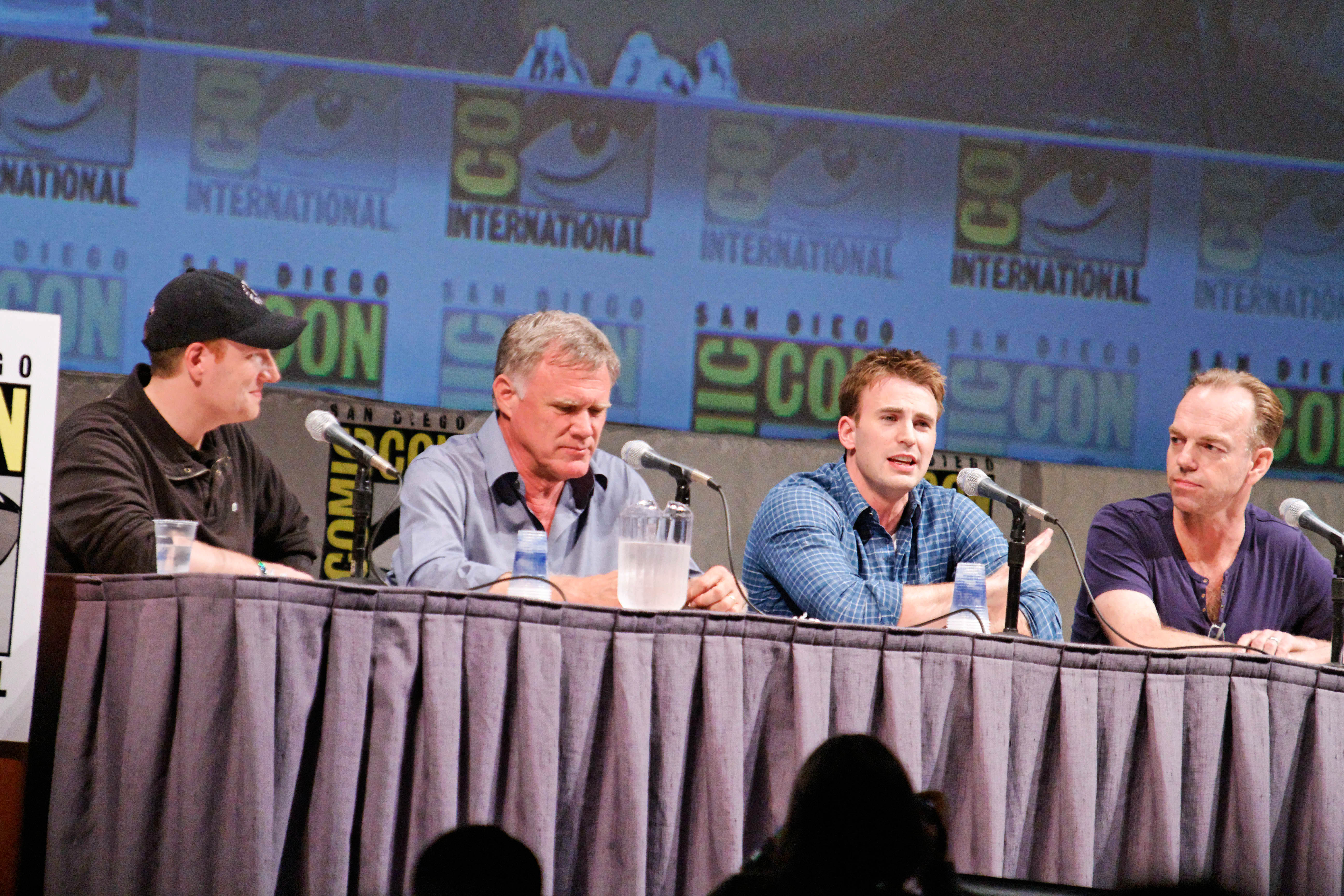
Kevin Feige, Joe Johnston, Chris Evans y Hugo Weaving en la Convención Internacional de Cómics de San Diego de 2010

- Chris Evans como Steve Rogers / Capitán América:

Un joven frágil y enfermizo que es mejorado hasta la cima de la capacidad humana por un suero experimental, con el propósito de ayudar a Estados Unidos en la guerra. Evans, que previamente había trabajado con Marvel como la Antorcha Humana en Los 4 Fantásticos y su secuela, dijo que rechazó el papel tres veces antes de firmar un acuerdo de seis películas con Marvel, explicando que, «En el momento, recuerdo que un amigo mío dijo, ‘Si la película fracasa, estoy jod-ido [sic]. Si la película es un éxito, ¡estoy jodido!’ Solo estaba asustado. Me di cuenta de que todo mi proceso de tomar decisiones se basaba en el miedo, y nunca quieres tomar una decisión por el miedo. No puedo creer que fui casi demasiado gallina para interpretar al Capitán América». Finalmente aceptó el papel, diciendo, «Creo que Marvel está haciendo muchas cosas buenas ahora, y es un personaje divertido. [...] Creo que la historia de Steve Rogers es genial. Es un tipo genial. Incluso si [fuera] solo un guion sobre cualquiera, probablemente querría hacerlo. Así que no era necesariamente sobre el cómic en sí.» En cuanto a la extensión de las habilidades del personaje, Evans remarcó, «Sería un éxito en los Juegos Olímpicos. Dominará cualquier deporte olímpico. Puede saltar más alto, correr más rápido, levantar más peso, pero pueden herirlo. Podría esquinzarse un tobillo y estar fuera de la temporada. No es perfecto, no es intocable. Así que muchos de los efectos, si voy a golpear a alguien no van a ponerlo en un cable y hacerlo volar 15 m hacia atrás, pero caerá al suelo, probablemente no volverá a levantarse, lo que creo que lo humaniza. Hace algo con lo que, nuevamente, creo que todos pueden relacionarse un poco más, lo que en verdad me gusta.» El actor de teatro Leander Deeny fue el doble en algunas tomas para el físico de Steve Rogers previo a la transformación, así como aparece como un cantinero.
- Hugo Weaving como Johann Schmidt / Red Skull:

El némesis del Capitán América y el jefe de armamento avanzado de Adolf Hitler, cuyo propio plan para dominar el mundo involucra a un objeto mágico conocido como el Teseracto. En la película, Red Skull es el comandante de la organización terrorista Hydra. Weaving afirmó que diseñó el acento de Red Skull a partir de los de Werner Herzog y Klaus Maria Brandauer. Sobre el personaje, el actor remarcó, «Creo que la diferencia principal entre Cráneo y Cap, ambos tuvieron el suero, y el suero parece aumentar ciertas cualidades que cada uno de ellos tiene. Cap está mucho más a tono con la gente, creo. Schmidt está a tono con sí mismo, sus propias necesidades, y su propio ego, así que supongo que aumenta eso. Desde ese punto de vista, son completamente opuestos.»
- Hayley Atwell como Peggy Carter:

Una oficial con la Reserva Científica Estratégica y el interés amoroso del Capitán América. En cuanto a su preparación para el papel, ella dijo, «Estoy entrenando en el momento seis días a la semana para hacerla un poco más militar y hacer convincente que podría patear traseros.» Sobre el personaje, Atwell afirmó, «Comparé a su carácter con eso famosa cita de Ginger Rogers. Ella puede hacer lo que sea que el Capitán América puede hacer, pero de espaldas y en tacones altos. Es una soldada inglesa por completo, aunque siempre se ve fabulosa. Podría estar allí con una ametralladora disparando a nazis, pero obviamente ha ido al baño de antemano y se ha puesto un poco de lápiz labial. No necesita que la rescaten. Eso es emocionante para mí; su fuerza». «Creo que es bastante obstinada, una mujer ligeramente frustrada que lidia con ser mujer en esa época. Pero, lo que es más importante, es una mujer moderna y ve algo en el Capitán América con lo que se relaciona, y se convierte en su alma gemela. La trata muy diferente a como la tratan muchos hombres, en este tipo de mundo dominado en el que vive. Así que es, en gran medida, una luchadora.»
- Sebastian Stan como el Sargento James «Bucky» Barnes:

El mejor amigo de Steve Rogers. Stan ha firmado para «cinco o seis películas». El actor reveló que no sabía nada acerca de los cómics, pero había mirado muchos documentales y películas sobre la Segunda Guerra Mundial en preparación para el papel, llamando a Band of Brothers «muy útil». Sobre el papel, Stan afirmó, «Tanto Steve Rogers como Bucky son huérfanos y como hermanos. Ellos crecieron juntos y cuidaron uno del otro. Es algo muy humano y es fácil identificarse con ello. [...] También quería buscar cómo su relación cambia una vez que Steve Rogers se convierte en el Capitán América. Siempre hay una competencia y siempre se están superando entre ellos. Presté atención a cómo Bucky se ve afectado por el cambio de Steve y de repente Steve es su líder».
- Dominic Cooper como Howard Stark:

El padre de Tony Stark, quien trabajó en varios proyectos del gobierno que datan de la era de la Segunda Guerra Mundial. Rogers, insatisfecho con su disfraz de Capitán América facilitado por las USO, acude a Stark a diseñar un traje razonable hecho de una tela sofisticada. Sobre el papel, Cooper afirmó, «Es una oportunidad donde puedes ver su futuro, porque conozco al tipo que se convierte en mi hijo y me veo a mí mismo como una versión mayor en Iron Man 2, y es genial para un actor tener esas herramientas. Todo lo que sé de él es que es un ingeniero e inventor fantástico, y alguien muy astuto como Howard Hughes a quien le gusta la aviación y las mujeres.»
- Neal McDonough como Timothy «Dum Dum» Dugan:

Un miembro del escuadrón de comando de Steve Rogers. McDonough dijo que se dejó crecer el bigote característico de Dugan y usó el bombín clásico del personaje. Sobre su papel en la película, remarcó, «Oh, voy a ver mucha acción. [Soy] el tipo al que acuden, así que estoy muy feliz con eso.»
- Derek Luke como Gabe Jones:

Un miembro del escuadrón de comando de Steve Rogers. Luke dijo fue elegido sin un guion o descripción alguna del personaje. En cuanto a por qué aceptó el papel, afirmó, «Solo creía que Marvel estaba haciendo un muy buen trabajo, grandes mensajes en películas. El bien contra el mal y yo estaba como, ‘¿Cómo puedo estar triste?’»
- Stanley Tucci como el Dr. Abraham Erskine:

El científico que creó el suero de supersoldado. Tucci dijo que lo que lo atrajo al papel era la oportunidad de hacer un acento alemán, lo que era algo que siempre había querido intentar.
- Tommy Lee Jones como el Coronel Chester Phillips:

En los primeros cómics, Phillips reclutaba a Steve Rogers para unirse al Proyecto Renacimiento, el experimento secreto que creó al supersoldado conocido como Capitán América. El personaje fue actualizado para la película. Jones describió a su personaje como «el que has visto en mil películas: el brusco y escéptico oficial que supervisa un equipo de soldados talentosos, ligeramente sarcásticos, en especial talentosos».
Kenneth Choi fue elegido como Jim Morita, un miembro japonés-estadounidense del escuadrón de comando de Rogers. Choi dijo que fue el último actor en audicionar para el papel y que leyó partes de Saving Private Ryan. Sobre su preparación para el papel, Choi dijo, «hice mucha investigación de la Segunda Guerra Mundial en especial en lo que respecta a los soldados ‘Nisei’, o soldados japoneses americanos. Quería obtener toda la información verdadera y de la vida real posible para un tipo como Jim Morita luchando en la Segunda Guerra Mundial. Sentí que si había construido una base de hechos para él, luego podría ir y permitir que el personaje existiera en el universo Marvel, lo que da lugar a muchas circunstancias imaginativas.» Bruno Ricci interpreta a Jacques Dernier, un miembro francés del escuadrón de comando de Rogers. Ricci audicionó y obtuvo el papel mientras rodaba la serie francesa The Hawk. JJ Feild aparece como James Montgomery Falsworth, un miembro británico del escuadrón de comando de Rogers. Field llamó a su papel en la película «un trabajo muy físico. Interpreto a uno de los compañeros del Capitán, así que estuve corriendo por todas partes disparándole a cosas, explotando cosas y tratando de verme genial por como un año.» Además, Toby Jones fue elegido como Arnim Zola, un bioquímico para el partido nazi. Richard Armitage interpreta a Heinz Kruger, el mejor asesino de Red Skull. Natalie Dormer aparece como la raso Lorraine, una soldado que intenta seducir a Rogers. Samuel L. Jackson repite su papel como Nick Fury, el director de la agencia de espionaje, S.H.I.E.L.D. Stan Lee tiene un cameo como un general.

## Doblaje
| Intérpretes       | Personaje                      | Doblaje hispanoamericano | Doblaje español      |
| ----------------- | ------------------------------ | ------------------------ | -------------------- |
| Chris Evans       | Steve Rogers / Capitán América | José Antonio Macías      | Raúl Llorens         |
| Hugo Weaving      | Johann Schmidt / Cráneo Rojo   | Humberto Solórzano       | Abel Folk            |
| Hayley Atwell     | Peggy Carter                   | Christine Byrd           | Graciela Molina      |
| Tommy Lee Jones   | Coronel Chester Phillips       | Blas García              | Juan Antonio Gálvez  |
| Sebastian Stan    | Sargento James «Bucky» Barnes  | Irwin Daayán             | David Jenner         |
| Stanley Tucci     | Dr. Abraham Erskine            | Pedro D'Aguillón Jr.     | Pep Antón Muñoz      |
| Toby Jones        | Dr. Arnim Zola                 | Eduardo Tejedo           | Pep Sais             |
| Dominic Cooper    | Howard Stark                   | Héctor Emmanuel Gómez    | Manuel Gimeno        |
| Neal McDonough    | Timothy «Dum Dum» Dugan        | Gerardo Reyero           | Domenech Farell      |
| Richard Armitage  | Heinz Kruger                   | Enrique Cervantes        | Toni Mora            |
| David Bradley     | Guardia de la torre            | Humberto Vélez           | Hans Richter         |
| Kenneth Choi      | Jim Morita                     | Ricardo Mendoza          | Eduard Doncos        |
| Natalie Dormer    | Soldado Lorraine               | Dulce Guerrero           | Ana Aznárez          |
| Derek Luke        | Gabe Jones                     | Armando Coria            | José Luis Mediavilla |
| JJ Feild          | James Montgomery Falsworth     | José Luis Rivera         | Carlos di Blasi      |
| Bruno Ricci       | Jacques Dernier                |                          | Gonzalo Abril        |
| Samuel L. Jackson | Nick Fury                      | Gerardo Vásquez          | Miguel Ángel Jenner  |

## Producción

### Desarrollo
En abril de 1997, Marvel estaba en negociaciones con Mark Gordon y Gary Levinsohn para producir Capitán América, con Larry Wilson y Leslie Bohem escribiendo un guion. En mayo de 2000, Marvel se unió con Artisan Entertainment para ayudar a financiar la película. Sin embargo, se presentó una demanda judicial entre Marvel Comics y Joe Simon sobre la propiedad de los derechos de autor del Capitán América, interrumpiendo el proceso de desarrollo de la película. La demanda finalmente se resolvió en septiembre de 2003. En 2005, Marvel recibió una inversión de $525 millones de parte de Merrill Lynch, permitiéndole producir de manera independiente diez películas, incluyendo Capitán América. Paramount Pictures accedió a distribuir la película. Originalmente, la película iba a ser autónoma; el productor Kevin Feige dijo que «alrededor de la mitad» de la cinta transcurriría durante la Segunda Guerra Mundial antes de trasladarse a la actualidad. El productor Avi Arad dijo, «La mayor oportunidad con el Capitán América es como un hombre ‘fuera de tiempo’, regresando hoy, viendo nuestro mundo a través de los ojos de alguien que pensaba que el mundo perfecto era el Estados Unidos pueblerino. Sesenta años pasan, ¿y quiénes somos hoy? ¿Somos mejores?» Citó a la trilogía de Back to the Future como una influencia, y afirmó que tenía «a alguien en mente para ser la estrella, y definitivamente a alguien en mente para ser el director». En febrero de 2006, Arad esperaba tener una fecha de estreno en cines entre junio y septiembre de 2008. Jon Favreau se acercó a Arad para dirigir la película como una comedia, pero eligió hacer Iron Man en su lugar. En abril de 2006, David Self fue contratado para escribir el guion. Explicó que el Capitán América era su superhéroe favorito de niño porque «mi papá me dijo que un día podría ser el Capitán América». Joe Johnston se reunió con Marvel para discutir la dirección de la película.
Capitán América quedó en espera durante la huelga de guionistas en Hollywood de 2007-2008. Sin embargo, en enero de 2008, Marvel Entertainment alcanzó un amplio acuerdo provisional con el Sindicato de Guionistas de Estados Unidos que regresaría a los guionistas al trabajo de inmediato en varios proyectos que estaban bajo el desarrollo de la empresa. El 5 de mayo de 2008 (después del éxito de Iron Man), Marvel anunció la película El primer vengador: Capitán América —el título provisional— con un estreno el 6 de mayo de 2011, antes de retrasarla al 22 de julio. Louis Leterrier, director de The Incredible Hulk, vio algo del arte conceptual que estaban creando para la cinta y le impresionó lo suficiente para ofrecer sus servicios, pero Marvel lo rechazó. Johnston finalmente firmó en noviembre de 2008, y contrató a Christopher Markus y Stephen McFeely para reescribir el guion. Feige citó el trabajo directivo de Johnston en Cielo de octubre y The Rocketeer, y su trabajo en efectos especiales en la trilogía original de Star Wars para explicar por qué era una elección correcta. Raiders of the Lost Ark fue una influencia para la película, ya que esperaban que la película no se sintiera como una obra de época.
Cuando le preguntaron si los sentimientos antiestadounidenses afectarían la taquilla de la película, Feige dijo, «Marvel se percibe bastante bien alrededor del mundo justo ahora, y creo que colocar a otro héroe supremo de Marvel dentro de la taquilla mundial sería algo bueno. [...] Tenemos que lidiar con [esto] casi del mismo modo que el Capitán América, que cuando lo sacaron del hielo del Ártico entró a un mundo que no reconocía,» similar al modo en que Stan Lee y Jack Kirby reintrodujeron al personaje en la década de 1960. Del mismo modo, Arad notó, «el Capitán América representa la libertad para toda democracia, y la esperanza en todo el mundo. Fue creado para detener la tiranía, y la idea de detener la tiranía es importante hoy en día como lo era entonces [...] Así que creo que tendremos algunos desafíos interesantes, pero al final del día, si la película es maravillosa y le habla al mundo, no se trata de un lugar, se trata del mundo y creo que en esa base será muy exitosa.» Más tarde, después de la elección del presidente de los Estados Unidos Barack Obama, Feige comentó, «La idea del cambio y la esperanza ha impregnado al país, sin importar la política, y eso incluye a Hollywood. Las discusiones en todas nuestras reuniones de desarrollo incluyen al Zeitgeist y cómo ha cambiado en las últimas dos semanas. Las cosas se están ajustando.»
La película se desarrolló en 2 años ya que el protagonista se tenía que poner en forma.

### Preproducción

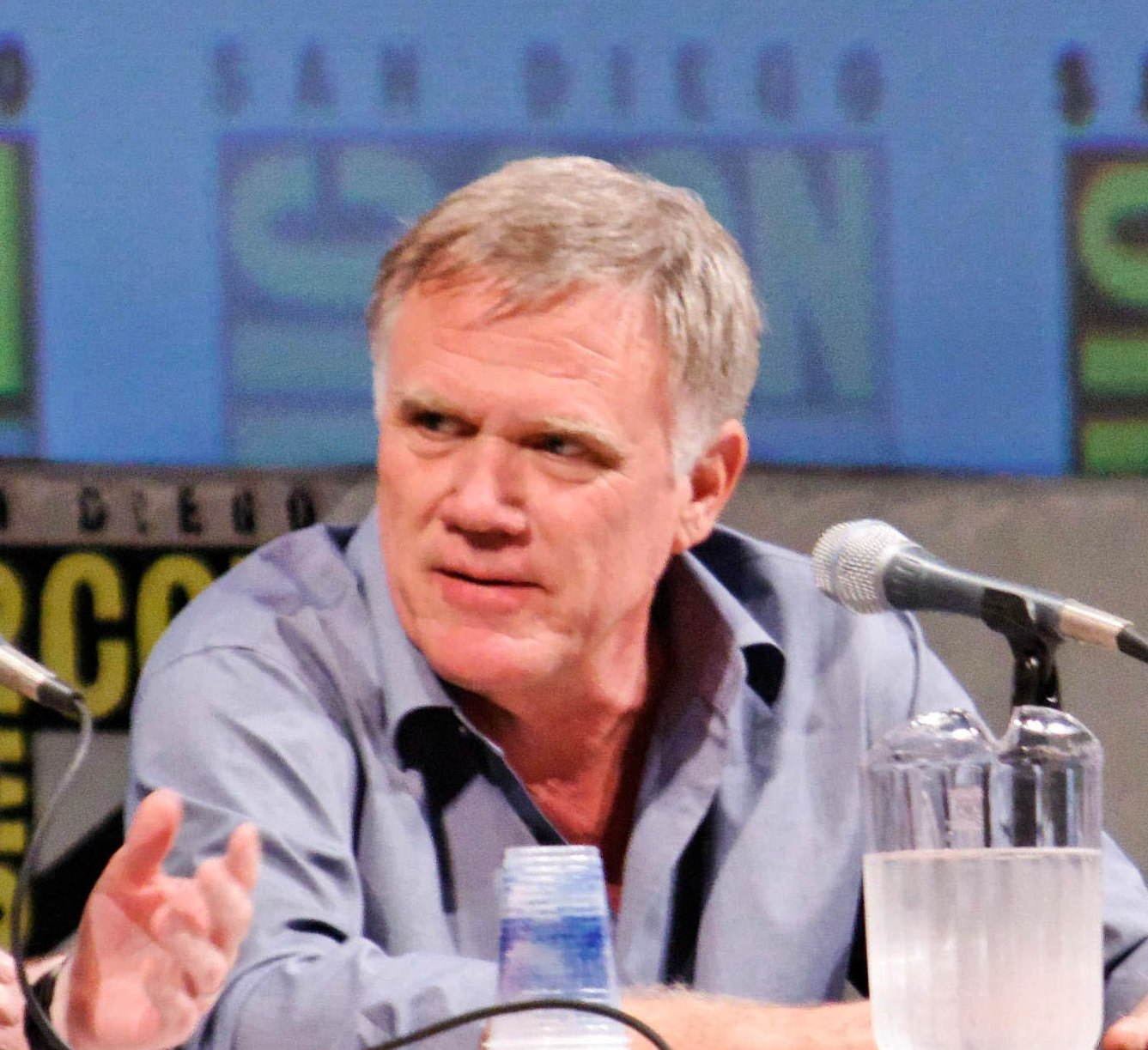
Johnston en la San Diego Comic-Con International 2010.

En diciembre de 2009, el director Joe Johnston indicó que planeaba iniciar el rodaje en abril de 2010. En una entrevista separada ese mes, el director describió la preproducción de la cinta: «Rick Heinrichs está diseñando la producción y estamos establecidos en Manhattan Beach, California. [...] Tenemos nueve o diez artistas muy talentosos, y todos nos sentamos todo el día haciendo dibujos y decimos, ‘Oye, ¿no sería genial si pudiéramos hacer esto?’ Es esa fase de la producción donde el dinero no importa: ‘Coloquemos todo lo mejor en la pared y [después] vemos lo que podemos pagar.’» La película, según él, comenzaría «en 1942, 1943» durante la Segunda Guerra Mundial. «Estamos evadiendo lo que pasa en los [cómics de los] 60 y los 70. Estamos regresando a los 40, y luego pasamos a lo que están haciendo con el Capitán América ahora.» En febrero de 2010, Johnston afirmó que los Invasores aparecerían en «toda la segunda mitad» de la cinta, llevando a los fanes a especular que ese era el equipo de superhéroes de Marvel de ese nombre en la era de la Segunda Guerra Mundial, y en noviembre Johnston refutó la especulación de que el Hombre Submarino, un miembro de los Invasores en los cómics, aparecería. El director luego explicó que «los Invasores» se habían discutido simplemente como un posible nombre para el escuadrón de comando que el Capitán América lidera en la película. Christopher Markus, uno de los guionistas, dijo que el grupo sin nombre «se llamaba los Comandos Aulladores en el guion, pero nadie lo dice en voz alta.»
El diseño como un todo trató de crear tecnología que podría haberse construido en la década de 1940, aunque con la tecnología agregada del Cubo en el caso de Hydra. Se usaron proyectos nazis abandonados o vehículos reales de ese período como inspiración. Daniel Simon, quien previamente había sido responsable de varios de los diseños vehiculares en Tron: Legacy, fue asignado diseñador vehicular principal. Johnston citó el libro de Simon Cosmic Motors como una razón para confiarle su influencia, diciendo que «él es a quien yo quería cuando estaba haciendo diseños para Star Wars». El auto de Red Skull, por ejemplo, se basó en dos vehículos Mercedes-Benz de la década de 1930, el 540K y el G4.
Variety informó en marzo de 2010 que Chris Evans había sido elegido como el Capitán América y Hugo Weaving como el Red Skull; Marvel Studios lo confirmó más tarde en mayo. Ryan Phillippe y John Krasinski también estuvieron en consideración para el papel protagónico. En abril de 2010, Sebastian Stan, a quien habían mencionado en informes de medios como una posibilidad para el papel de Rogers, fue elegido como Bucky Barnes. Stan tiene un contrato para múltiples películas. También en abril, Marvel anunció que Hayley Atwell se había unido al reparto como Peggy Carter, y que el nombre de la cinta había cambiado de El primer vengador: Capitán América a Capitán América: el primer vengador. Al día siguiente se informó que Joss Whedon reescribiría el guion como parte de su negociación para escribir y dirigir The Avengers. Whedon dijo en agosto, «Acabo de hacer algunas conexiones de personajes. La estructura de esto era muy hermética y la amaba, pero había unas oportunidades de encontrar su voz un poco —y la de algunos de los otros personajes— y hacer las conexiones para que entendieran exactamente por qué él quería ser quien quería ser. Y progresar a través del guion para ampliarlo un poco». Samuel L. Jackson reveló en una entrevista que repetiría su papel como Nick Fury en la película.
En mayo, Toby Jones entró en negociaciones finales para interpretar a Arnim Zola. El director de Iron Man Jon Favreau dijo que aparecería un Howard Stark más joven en la cinta, interpretado por Dominic Cooper. Atwell reveló que Tommy Lee Jones tendría un papel en el filme. Para junio, Neal McDonough estaba en conversaciones para interpretar a Dum Dum Dugan. Cuatro días después, el actor confirmó que aceptaría el papel. Ese mismo día, Stanley Tucci se unió al reparto como el Dr. Abraham Erskine, el científico que creó el suero de supersoldado. En noviembre de 2013, McDonough reveló que había firmado para aparecer en múltiples proyectos para Marvel, no limitado a películas.

### Rodaje

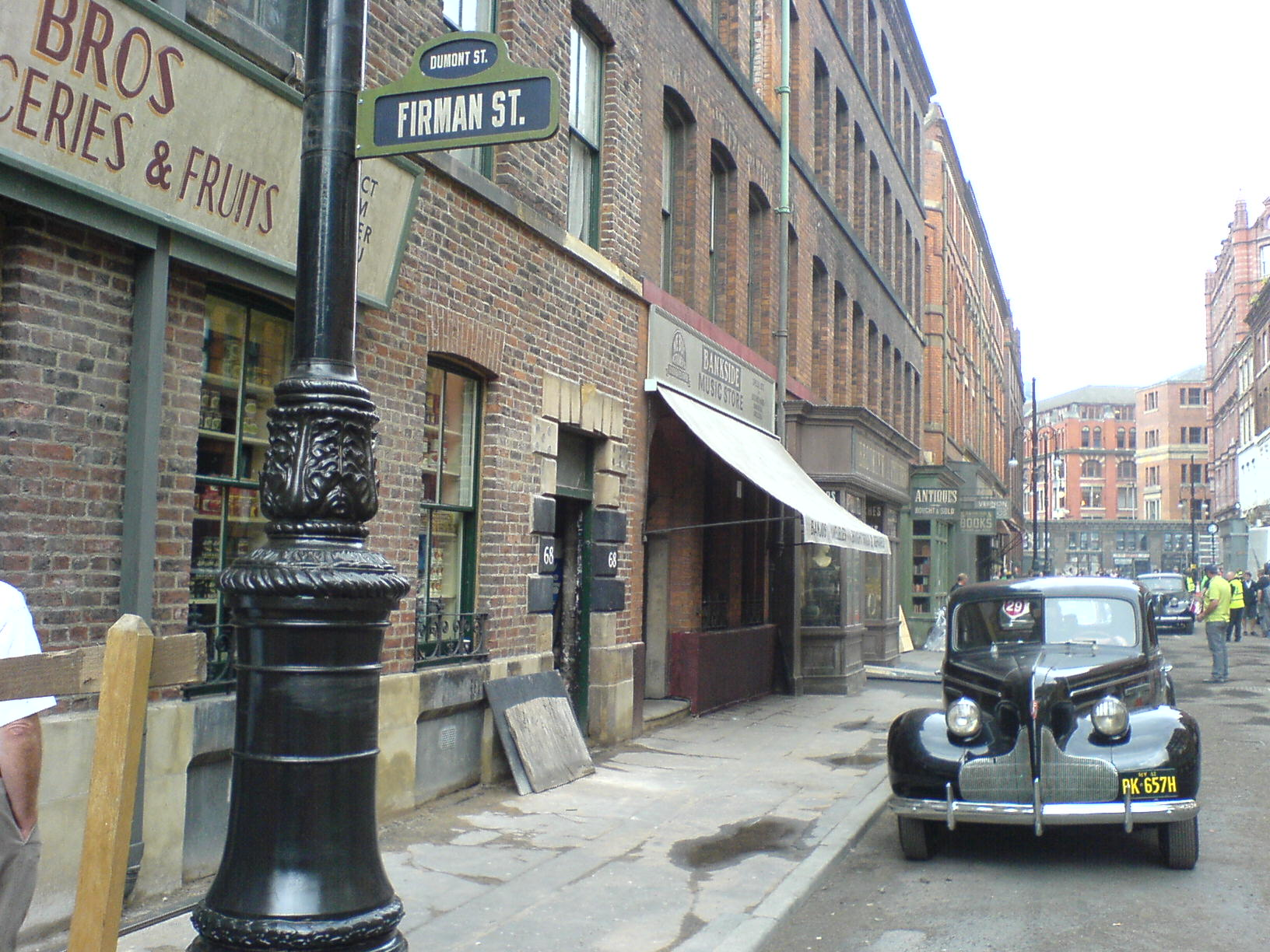
Foto tomada en Mánchester en el plató de Capitán América: el primer vengador

La producción comenzó el 28 de junio de 2010. Ese mismo día, Marvel confirmó que Tommy Lee Jones había sido elegido para interpretar al Coronel del Ejército de EE. UU. Chester Phillips. Al día siguiente, el estudio también confirmó que Dominic Cooper interpretaría a una versión más joven de Howard Stark, el personaje que había interpretado John Slattery en Iron Man 2. Se anunció que el rodaje se llevaría a cabo en Londres a fines de julio y esperaba incluir escenas con monumentos clave de la ciudad. en la Royal Navy Propellant Factory en el pueblo galés de Caerwent. Ese mes, el rodaje iba tener lugar en el Northern Quarter de Mánchester, donde se habían rodado partes de las películas Alfie de 2004 y Sherlock Holmes de 2009, seguido por el área de Stanley Dock en Liverpool, ambas ubicaciones en reemplazo del Lower East Side de Manhattan de la época. Se iban a filmar más escenas en Albert Dock, también en Liverpool. Johnston incluyó una escena de una feria tecnológica que incluye de pasada una vitrina que contiene al superhéroe androide de la década de 1940 conocido como la Antorcha Humana original, otro personaje, como el Capitán América, en cómics publicados por la predecesora de Marvel, Timely Comics.
En julio de 2010, Kevin Feige, jefe de Marvel Studios, dijo que tanto esta película como Thor se estrenarían en 3D. Johnston hizo un rodaje de prueba de un día con un aparato 3D, en vez de rodar en 2D y convertirla, y lo encontró «una pesadilla» debido al equipo voluminoso, problemas de calibración y opciones cinematográficas restringidas. No obstante, dijo que cree que el 3D es «un nuevo desafío y es emocionante». Feige insistió en que la conversión no comprometería la calidad de imagen de la cinta, ya que la decisión de estrenarla en 3D se había tomado en etapas de desarrollo, y que dedicarían «una cantidad de tiempo sin precedentes» al proceso de conversión, para realizar los efectos visuales de la película en verdadero 3D.

### Posproducción
En noviembre de 2010, Stanley Tucci afirmó que había terminado de rodar sus escenas y que el resto de la producción concluiría en unas tres semanas. En febrero de 2011, se anunció que Alan Silvestri se haría cargo de componer la banda sonora. Un mes después, CraveOnline informó que Capitán América: el primer vengador realizaría nuevas tomas en el Reino Unido y en Los Ángeles en abril de 2011. También se rodó una escena en el Times Square de Nueva York el 23 de abril de 2011.
La película cuenta con casi 1600 tomas de efectos visuales, que se distribuyeron entre trece compañías diferentes. Para lograr la apariencia del delgado Steve Rogers antes del suero, el director Johnston dijo que usó dos técnicas principales:

La mayoría de las tomas las hizo una compañía de Los Ángeles llamada LOLA, que se especializa en «cirugía plástica» digital. La técnica consistía en encoger a Chris en todas las dimensiones. Rodamos cada escena del Steve delgado al menos cuatro veces; primero como una escena normal con Chris y sus demás compañeros actores, después sólo con Chris en frente de una pantalla verde para poder reducirlo digitalmente, otra vez con todos en la escena excepto Chris para que pudiéramos reinsertar al Steve encogido en ella, y por último una con un doble que imitara las acciones de Chris en caso de que fuera necesario usar la segunda técnica. Cuando Chris tenía que interactuar con otros personajes en la escena, teníamos que reducir a Chris o elevar a los demás actores con cajas de madera o pasarelas más altas para que el Steve delgado se viera más bajo en comparación. En los acercamientos, los colegas actores de Chris tenían que mirar a unas marcas en su barbilla que representaban dónde estarían sus ojos después del proceso de reducción, y Chris debía mirar a unas marcas en la frente de los demás actores, que representaban sus ojos del mismo modo. [...] La segunda técnica consistía en insertar la cabeza de Chirs sobre el cuerpo del doble. Este fue el método que más usamos cuando Chris estaba sentado o acostado, o cuando era necesario un mínimo de actuación física [...]

El escudo del Capitán América, que es tanto una herramienta defensiva como un arma, se hizo de cuatro maneras diferentes: metal, fibra de vidrio, hule y gráficos por computadora. El jefe de utilería Barry Gibbs especificó que «Teníamos el ‘escudo del héroe’, que estaba hecho de aluminio, para nuestras tomas bellas [y] acercamientos. Luego creamos un escudo más ligero recubierto de aluminio pero hecho de fibra de vidrio, para uso diario. [...] Y después teníamos un escudo de repuesto hecho de poliuretano, que es como un plástico sintético [...] e hicimos otro más, uno ultraligero para poner en la espalda [de Evans], para que, en caso de un accidente, no causara daños.» El supervisor de efectos visuales, Christopher Townsend, dijo que Evans «practicaría balancear el escudo práctico para saber a qué inclinación y velocidad debía moverlo. Después le quitábamos el escudo y rodábamos la escena con él haciendo la mímica. Por último, agregábamos un escudo digital».
Hugo Weaving, que interpretó al Red Skull, usaba una máscara de látex que había concebido David White, diseñador de maquillaje protésico. El equipo de efectos visuales tuvo que manipular su cara bastante, ya que la máscara era voluminosa y deseaban que luciera como piel firme envuelta alrededor de una estructura esquelética. Para que se pareciera más al personaje de Red Skull, redujeron las mejillas y el labio inferior del actor, ahuecaron sus ojos, quitaron su nariz, sus pestañas y cejas.
La firma de efectos visuales Rok!t creó los créditos finales mediante 3D y procesamiento estereoscópico utilizando la icónica propaganda bélica estadounidense, como el póster de reclutamiento del Tío Sam hecho por James Montgomery Flagg para la Primera Guerra Mundial y el póster de «We Can Do It!» hecho por J. Howard Miller para la Segunda Guerra Mundial.

## Música
El álbum de banda sonora incluye la partitura original de Alan Silvestri, así como una canción original «Star Spangled Man» con música compuesta por Alan Menken y letra de David Zippel. La grabación de la banda sonora se realizó en Air Studios, en Londres, y fue lanzada por Walt Disney Records el 19 de julio de 2011.

## Estreno

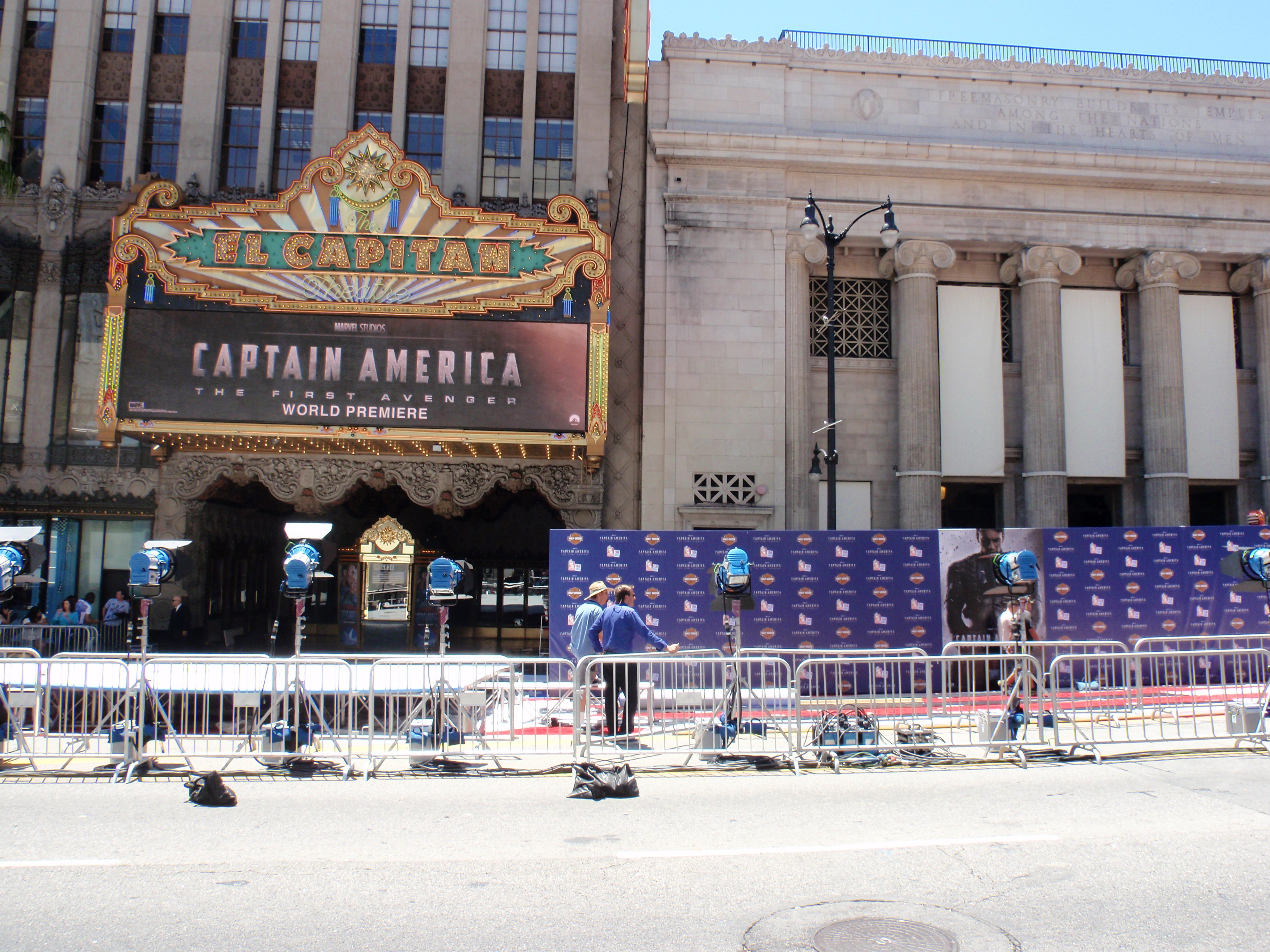
El Capitán Theatre en Hollywood, California antes del estreno mundial de la cinta.

El estreno mundial de Capitán América: el primer vengador se llevó a cabo el 19 de julio de 2011 en El Capitán Theatre en Hollywood, California. La película fue proyectada en la Convención Internacional de Cómics de San Diego el 21 de julio de 2011. Su estreno comercial en los Estados Unidos y Canadá fue el 22 de julio de 2011.
Paramount decidió no alterar el título centrado en Estados Unidos en la distribución a territorios extranjeros, en vez de ofrecerle a los mercados internacionales una elección entre el título oficial y la alternativa El primer vengador. Varias distribuidoras internacionales optaron por retener el título original, creyendo que el nombre de la franquicia sería más identificable que el alternativo, y que este último arriesgaría la pérdida de venta de entradas. Tres países eligieron el título alternativo: Rusia, Corea del Sur y Ucrania. Un «iniciado» hablando con The New York Times explicó que el cambio de nombre en dichos países surgió de las preocupaciones culturales y políticas, aunque tanto Marvel como Paramount se negaron a exponer una razón oficial. En julio de 2011, se pensaba que la cinta no se distribuiría en China debido a una política que limitaba el número de películas extranjeras mostradas allí por año, pero finalmente sí se estrenó el segundo fin de semana de septiembre.
Días antes del estreno del filme, un teaser tráiler de The Avengers que sirvió como escena después de créditos de Capitán América: el primer vengador se filtró en línea. Entertainment Weekly especuló que había salido de un preestreno y describió al metraje como «tembloroso, difuso, parpadeante y, obviamente, filmado con un celular».

### Comercialización

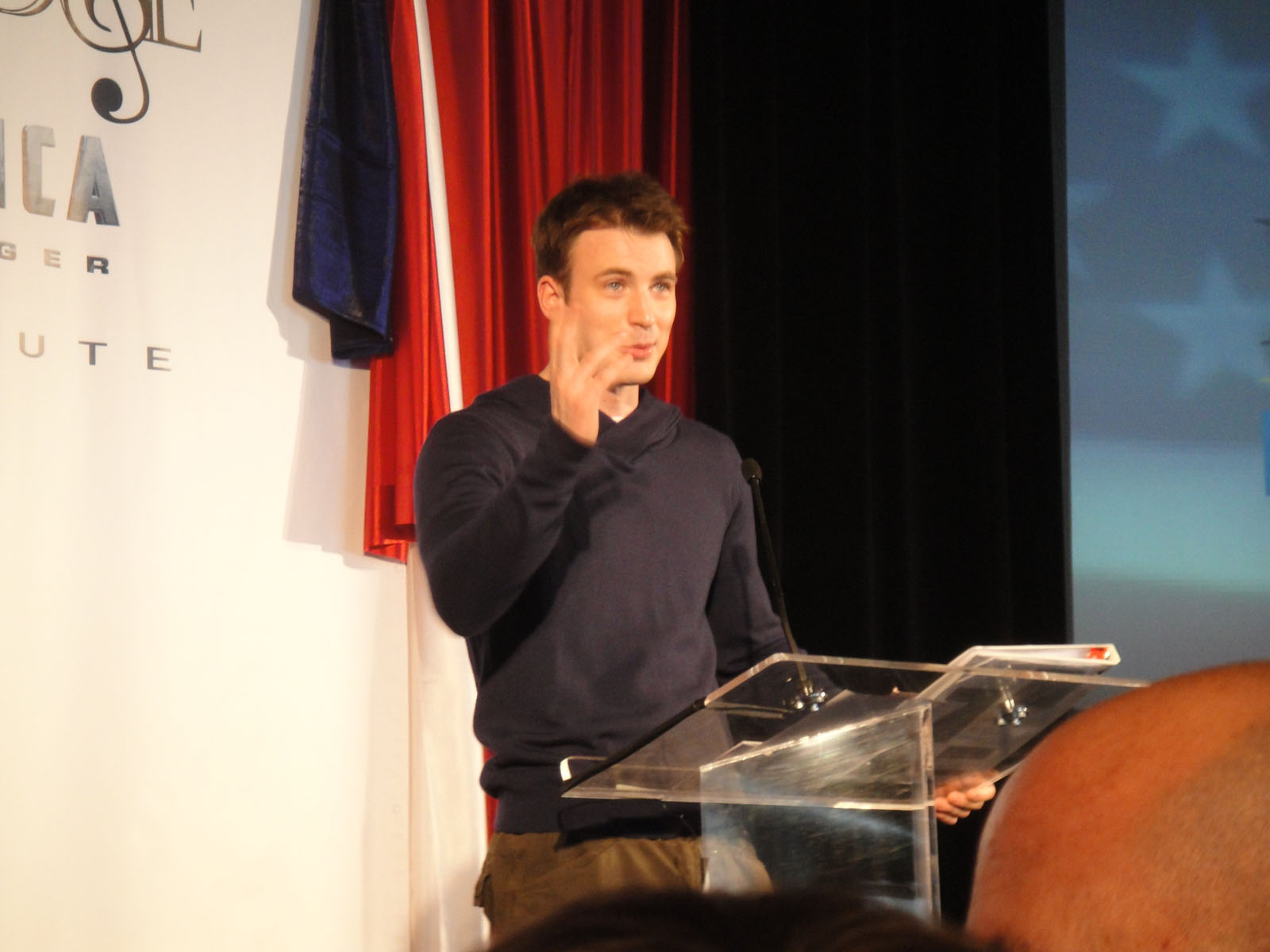
Evans promocionando la cinta en la Convención Internacional de Cómics de San Diego en julio de 2011 durante el saludo militar.

En la Convención Internacional de Cómics de San Diego de 2010, algunas imágenes que se habían rodado la semana anterior se mostraron en el Centro de Convenciones de San Diego. El primer anuncio televisivo se transmitió durante el Super Bowl XLV en la cadena Fox en los Estados Unidos. Paramount pagó USD 3 millones para pasar una publicidad de 30 segundos. El primer tráiler completo se estrenó en marzo de 2011. En mayo, las chicas de USO de la película hicieron un número a bordo del USS Intrepid en el Intrepid Sea-Air-Space Museum como parte de la celebración Fleet Week de 2011 en Nueva York. Un mes después, Dunkin' Donuts y Baskin Robbins se aliaron con Marvel para buscar supersoldados reales. El concurso solicitaba nominaciones de veteranos o gente en servicio de EE. UU. activa que hiciera una diferencia donde vivía o servía. En julio, Paramount Pictures promocionó la cinta durante un festejo del Día de la Independencia organizada por los Chicago White Sox. Entre los socios promocionales se encontraron Harley-Davidson, Dunkin' Donuts y Baskin Robbins.
En febrero de 2011, Marvel Comics lanzó el cómic digital de ocho ediciones Captain America: First Vengeance, el mismo día que se transmitió el primer tráiler. Escrita por Fred Van Lente y contando con una rotación de artistas, la historia transcurre en el universo cinematográfico de Marvel. Cada una de las ocho ediciones se centra en un personaje específico de la película, tanto héroes como villanos, y lo que los llevó al punto en el que inicia la cinta.
Sega anunció un videojuego relacionado con el título Capitán América: supersoldado, que salió a la venta en 2011, para Xbox 360, PlayStation 3, Wii y Nintendo DS. Marvel lanzó un videojuego para móviles, Captain America: Sentinel of Liberty, en julio de 2011. También lanzó una línea de juguetes.

### Versión casera
Capitán América: el primer vengador salió a la venta en Blu-ray, Blu-ray 3D y DVD el 25 de octubre de 2011. El conjunto de tres discos incluye a la cinta en Blu-ray en 3D y 2D de alta definición, así como un DVD de definición estándar con una copia digital. El combo de dos discos con Blu-ray y DVD incluye una presentación en alta definición del filme y una presentación de definición estándar con una copia digital. Ambos conjuntos incluyen más de una hora de material adicional, incluyendo el cortometraje A Funny Thing Happened on the Way to Thor's Hammer, un vistazo de The Avengers, seis cortos de detrás de escenas, y escenas eliminadas con comentarios del director Joe Johnston, la directora de fotografía Shelly Johnson y el editor Jeff Ford. En su primera semana de lanzamiento, Capitán América: el primer vengador estuvo en la cina de las listas de ventas de Blu-ray y DVD, vendiendo 1.54 millones de unidades Blu-ray y 726 000 unidades DVD, llegando a un total combinado de $52,6 millones.
La cinta también formó parte de la caja recopilatoria de diez discos titulada «Marvel Cinematic Universe: Phase One - Avengers Assembled», que incluye todas las películas de la Fase Uno en el Universo cinematográfico de Marvel. Fue lanzada el 2 de abril de 2013.

## Recepción

### Crítica

#### Anglosajona
El sitio web de reseñas Rotten Tomatoes informó que el 80% de los críticos reaccionaron de manera positiva a la película, con una puntuación promedio de 6,9/10 basada en 241 reseñas. El consenso del sitio dice, «Con un montón de acción pulposa, un agradable ambiente retro, y un puñado de buenas actuaciones, Capitán América es una superproducción anticuada, entretenida y sólida.» Metacritic le dio a la cinta una puntuación promedio normalizada de 66, basada en 36 reseñas, indicando opiniones «generalmente favorables». Las encuestas de Cinemascore le dieron a la película una calificación «A-».
La cinta recibió en su mayoría críticas positivas. Roger Moore del Orlando Sentinel dijo, «Johnson ha entregado una película de aventuras ligera, astuta y bien equilibrada con un nostálgico nudo en la garganta, con nazis – que son los mejores villanos, y con cariñosas referencias a Star Wars y Raiders of the Lost Ark.» Roger Ebert del Chicago Sun-Times remarcó, «Disfruté la película. Me gustaron los escenarios y trajes de la época de 1940, que fueron un descanso de los paisajes urbanos genéricos habituales. Admiré el modo en que el director Joe Johnston impulsó la narrativa. Me dio la sensación de una historia amplia, en vez de la impresión de una serie de jugadas preparadas sensacionales. Si Marvel es sabia, tomará a esta y a Iron Man como modelos.» A. O. Scott de The New York Times la encontró «bastante divertida». Michael Phillips, del Chicago Tribune, llamó a la cinta «el entretenimiento basado en cómics más elegante del año,» agregando que «Tiene un ritmo y diseño para quienes no se consuman y mueran si dos o tres personajes se toman 45 segundos entre secuencias de combate para conversas sobre dominar el mundo, o sobre una dama.» Peter Travers, de la Rolling Stone, elogió en especial la actuación de Evans, quien en su opinión «aporta tanto humor, corazón y vigor» y «nos tiene esperando a The Avengers el próximo año». Phil Pirrello de IGN la llamó «solo una película "buena", una pieza muy eficiente y agradable de entretenimiento matinal», que «se conforma con ser un hit de base en vez de ir por esa milla extra más arriesgada para convertirse en un cuadrangular; para ser esa película que vuelves a ver una y otra vez porque sigues tratando de saberla de memoria.» Claudia Puig, de USA Today, dijo, «Si bien la historia es absurda y la mayor parte del reparto es estándar, es difícil que no te guste una película de cómics que cuenta tanto con números de baile al estilo de Busby Berkeley como armamento vaporizador de alta tecnología.»
Karina Longworth de The Village Voice le dio al filme una opinión negativa, llamándola «[Un] ejercicio melodramático y trillado de más de dos horas en transición a franquicia o aumento de precios, con una posconversión a 3D absolutamente innecesaria». Peter Debruge de Variety dijo, «Capitán América: el primer vengador resulta en esencia un precuela de la próxima película de Marvel The Avengers». Kirk Honeycutt de The Hollywood Reporter dio una reseña mixta sobre la cinta, escribiendo, «Como la última precuela de Marvel que incluye dos películas de Iron Man y The Incredible Hulk antes de The Avengers del próximo verano, esta quizás se siente demasiado simplista y rutinaria».

#### Hispanohablante
Capitán América: el primer vengador tuvo una respuesta igualmente positiva en el mercado hispanohablante. Manuel Piñón, de la revista Cinemanía, llamó a la cinta «una buena historia» y afirmó que «El sentido del oficio de Johnston, con una dirección limpia, [...] es el cabo al que se agarra con firmeza la película.» Jordi Costa, del diario El País, comentó que aunque el filme «no brilla en todo momento, [...] explora con ingenio la dimensión mediática del superhéroe, reescribe la II Guerra Mundial en clave de folletín grotesco y logra conquistar una identidad propia, a pesar de ser, como sabrá todo aficionado, una nueva entrega —de hecho, la última— en ese capítulo cero disgregado en varias piezas que desembocará en el esperado estreno de The Avengers». Eulalia Iglesias, de Público, opinó que la cinta fue «un homenaje a ese cine clásico ambientado en el periodo de la Segunda Guerra Mundial, una cinta con vocación retro que incorpora un superhéroe dentro.» Diego Batlle, del diario La Nación, dijo que la película, «sin ser demasiado sorprendente es más que aceptable [...] Así, luego de este más que digno menú, todo queda servido para el gran banquete que los fanes esperan con devoción: The Avengers». El periódico Tiempo Argentino comentó que «a pesar de los efectos especiales y el despliegue visual gigantesco que la película posee, Johnston consigue narrar con hábil mano clásica, y con una reconstrucción de un estilo intencionalmente demodé. Esto le ajusta perfectamente al personaje y su historia. También los actores se ajustan a un estilo de otra época y el lujo del elenco permite que la película no solo tenga acción sino también emoción».
Por otro lado, Noel Ceballos de Fotogramas tuvo una reacción más mixta, diciendo, «Capitán América se muestra tan enamorada de la forma que a veces descuida la diversión, convirtiéndose en una apresurada carrera hacia un clímax algo insatisfactorio. Sin embargo, sabemos que esto es solo un capítulo de transición en un folletín mucho mayor: Evans y su personaje dejan claro que son capaces de más, pero es una lástima que haya que esperar al próximo verano para verlo.» Diego Brodersen, de Página 12, tuvo una opinión negativa de la película, afirmando, «Capitán América despliega sus dos horas de metraje como quien prescribe una receta, disponiendo ingredientes y dosis para que la sustancia tenga el efecto deseado. Pero la ciencia no siempre es arte y consecuentemente el film se desarrolla previsiblemente, sin sorpresas ni cambios de dirección».

### Taquilla
Capitán América: el primer vengador recaudó USD 176,7 millones en Norteamérica y USD 193,9 millones en el extranjero, para un total mundial de USD 370,6 millones.

#### Norteamérica
La película se estrenó el 22 de julio de 2011 en los Estados Unidos y obtuvo USD 4 millones en funciones de medianoche, superando a otros filmes originales de superhéroes de 2011 como Thor y Linterna Verde, así como a la precuela X-Men: primera generación, todos con ganancias de entre USD 3,25 millones y USD 3,5 millones en sus respectivas noches de estreno. El primer viernes después de su debut en cines, la película se posicionó en la cima de la taquilla estadounidense y canadiense con USD 25,7 millones. Luego llegó a una suma de USD 65,1 millones en lo que fue el segundo fin de semana de estreno con mayor recaudación para una película de superhéroes en 2011, detrás de Thor (USD 65,7 millones). Capitán América: el primer vengador es la tercera cinta ambientada en el período de la II Guerra Mundial con mayores ingresos, después de Saving Private Ryan y Pearl Harbor.

#### Otros territorios
La película se estrenó solamente en Italia el 22 de julio de 2011, generando USD 2,9 millones y quedando en segundo lugar detrás de Harry Potter y las Reliquias de la Muerte: parte 2. Su recaudación allí fue mucho menor a la de Thor, que había llegado a la suma de USD 5,6 millones. La semana siguiente, Capitán América hizo su debut en otros 30 mercados y obtuvo USD 49,6 millones a lo largo del fin de semana. En ganancias totales, sus países más recaudadores después de Norteamérica fueron Brasil (USD 20,7 millones), México (USD 20,2 millones) y el Reino Unido (USD 14,7 millones).

### Premios
| Premio                        | Categoría                                                                 | Receptores y nominados                                          | Resultado   | Ref.     |
| ----------------------------- | ------------------------------------------------------------------------- | --------------------------------------------------------------- | ----------- | -------- |
| BMI Film & TV Awards          | Premio a la música de cine                                                | Alan Silvestri                                                  | Ganador     | [ 144 ]  |
| Premios Empire                | Mejor ciencia ficción o fantasía                                          |                                                                 | Nominada    | [ 145 ]  |
| MTV Movie Awards              | Mejor héroe                                                               | Capitán América                                                 | Nominado    | [ 146 ]  |
| People's Choice Awards        | Superhéroe de cine favorito                                               | Chris Evans                                                     | Nominado    | [ 147 ]  |
| Premios Saturn                | Mejor película de ciencia ficción                                         |                                                                 | Nominada    | [ 148 ]  |
| Premios Saturn                | Mejor actor                                                               | Chris Evans                                                     | Nominado    | [ 148 ]  |
| Premios Saturn                | Mejor actor de reparto                                                    | Stanley Tucci                                                   | Nominado    | [ 148 ]  |
| Premios Saturn                | Mejor música                                                              | Alan Silvestri                                                  | Nominado    | [ 148 ]  |
| Premios Saturn                | Mejor diseño de producción                                                | Rick Heinrichs                                                  | Nominado    | [ 148 ]  |
| Premios Saturn                | Mejor vestuario                                                           | Anne B. Sheppard                                                | Nominada    | [ 148 ]  |
| Premios Saturn                | Mejores efectos especiales                                                | Mark Soper, Christopher Townsend, Paul Corbould                 | Nominados   | [ 148 ]  |
| Scream Awards                 | El grito definitivo                                                       |                                                                 | Nominada    | [ 149 ]  |
| Scream Awards                 | Mejor película de ciencia ficción                                         |                                                                 | Nominada    | [ 149 ]  |
| Scream Awards                 | Mejor actriz de ciencia ficción                                           | Hayley Atwell                                                   | Nominada    | [ 149 ]  |
| Scream Awards                 | Mejor actor de ciencia ficción                                            | Chris Evans                                                     | Nominado    | [ 149 ]  |
| Scream Awards                 | Mejor villano                                                             | Hugo Weaving como Red Skull                                     | Nominado    | [ 149 ]  |
| Scream Awards                 | Mejor superhéroe                                                          | Chris Evans como el Capitán América                             | Ganador     | [ 150 ]  |
| Scream Awards                 | Mejor actor de reparto                                                    | Tommy Lee Jones                                                 | Nominado    | [ 149 ]  |
| Scream Awards                 | Actuación memorable — Femenino                                            | Hayley Atwell                                                   | Nominada    | [ 149 ]  |
| Scream Awards                 | Escena de combate del año                                                 | Batalla final: Capitán América vs. Red Skull                    | Nominados   | [ 149 ]  |
| Scream Awards                 | Mejor película en 3D                                                      |                                                                 | Nominada    | [ 149 ]  |
| Scream Awards                 | Mejor película de cómic                                                   |                                                                 | Nominada    | [ 149 ]  |
| Teen Choice Awards            | Mejor película de verano                                                  | [ 151 ]                                                         | Nominada    |          |
| Teen Choice Awards            | Estrella de cine: Masculino                                               | [ 151 ]                                                         | Chris Evans | Nominado |
| Visual Effects Society Awards | Mejores efectos visuales en una película impulsada por efectos especiales | Charlie Noble, Mark Soper, Christopher Townsend, Edson Williams | Nominados   | [ 152 ]  |
| Visual Effects Society Awards | Mejor composición en una película                                         | Casey Allen, Trent Claus, Brian Hajek, Cliff Welsh              | Ganadores   | [ 152 ]  |

## Secuelas

### Captain America: The Winter Soldier
Una secuela, Captain America: The Winter Soldier, dirigida por Anthony y Joseph Russo, se estrenó el 4 de abril de 2014. Evans, Stan, Atwell, Jones y Jackson repiten sus papeles como el Capitán América, el Soldado del Invierno, Peggy Carter, Arnim Zola y Nick Fury, respectivamente. Se les unieron Scarlett Johansson, Anthony Mackie y Robert Redford como Natasha Romanoff / Viuda Negra, Sam Wilson / Falcon y Alexander Pierce, respectivamente.

### Capitán América: Civil War
Capitán América: Civil War se estrenó el 6 de mayo de 2016, nuevamente con los hermanos Russo como directores. Evans, Johansson, Stan y Mackie repiten sus papeles de The Winter Soldier, y se unen al reparto Robert Downey Jr. como Tony Stark / Iron Man, Paul Bettany como Visión, Jeremy Renner como Clint Barton / Ojo de Halcón, Don Cheadle como James «Rhodey» Rhodes / Máquina de Guerra, Elizabeth Olsen como Wanda Maximoff / Bruja Escarlata, Paul Rudd como Scott Lang / Ant-Man y William Hurt como Thaddeus «Thunderbolt» Ross, todos repitiendo sus papeles de películas anteriores del UCM.